# Hawa Jande Golakai
Hawa Jande Golakai (sinh năm 1979) là một nhà văn và nhà khoa học lâm sàng người Liberia. Năm 2014, bà được chọn là một trong 39 nhà văn triển vọng nhất ở châu Phi cận Sahara dưới 40 tuổi, được giới thiệu trong dự án của Africa39  và được đưa vào tuyển tập Africa39: New Writing from Africa South of the Sahara (biên tập bởi Ellah Allfrey).

## Cuộc sống ban đầu
Golakai sinh ra ở Frankfurt, Đức và sống ở Liberia trong thời thơ ấu. Bà trốn khỏi đất nước tị nạn trong cuộc Nội chiến Tự do đầu tiên. Sau khi chuyển đi, bà sống ở Cape Town, Nam Phi và theo đuổi sự nghiệp y tế.

## Giáo dục
Golakai nhận bằng Cử nhân Khoa học tại Đại học Cape Town năm 2005, chuyên ngành sinh học tế bào và phân tử. Bà đã viết luận án thạc sĩ khoa học tại Đại học Stellenbosch năm 2008 

## Sự nghiệp

### Miễn dịch học
Sau khi tốt nghiệp Đại học Stellenbosch, Golakai bắt đầu làm việc tại Khoa Khoa học Y sinh của trường đại học. Bà làm việc như một nhà miễn dịch học lâm sàng và nghiên cứu các bệnh, như bệnh lao và HIV.

### Viết lách
Cuốn tiểu thuyết đầu tay của Golakai Hiệu ứng Lazarus (Sách Kwela) đã lọt vào danh sách cho Giải thưởng tiểu thuyết Thời báo Chủ nhật 2011 và Giải thưởng Khởi nghiệp của Đại học Johannesburg, và được đưa vào danh sách dài cho Giải thưởng Wole Soyinka cho Văn học ở Châu Phi. Về sức mạnh của cuốn sách, năm 2012 Zukiswa Wanner trong The Guardian đã đánh giá Golakai là một trong "năm nhà văn hàng đầu châu Phi". Hiệu ứng Lazarus được xuất bản năm 2016 bởi Cassava Republic Press ở Anh.
Cuốn tiểu thuyết thứ hai của Golakai, The Score (Kwela Books) sẽ được phát hành tại Anh vào năm 2017. Bà đã giành được sự hoan nghênh quan trọng cho bài tiểu luận năm 2016 "Fugee", một tài khoản cá nhân về cuộc khủng hoảng Ebola ở Liberia, được ủy thác cho Ngôi nhà an toàn tuyển tập : Những khám phá trong tiểu thuyết sáng tạo, do Ellah Wakatama Allfrey biên tập, hợp tác với Nhà văn Khối thịnh vượng chung và được xuất bản bởi Nhà xuất bản Cộng hòa Cassava.

## Đánh giá
Golakai là một người cố vấn cho chương trình Văn học 2015, một giám khảo cho Giải thưởng tiểu thuyết Flash Etaluat 2015  và là một giám khảo cho giải thưởng Ngày Truyện ngắn Châu Phi 2016.

## Danh hiệu
Vào tháng 4 năm 2014, Golakai đã có tên trong Liên hoan Hay 's Africa39 danh sách 39 trong những nhà văn châu Phi cận Sahara hứa hẹn nhất ở độ tuổi dưới 40 với tiềm năng và tài năng để xác định xu hướng trong văn học châu Phi, và đã được đưa vào tuyển tập tiếp theo được chỉnh sửa bởi Ellah Allfrey, Châu Phi39: Bài viết mới từ Châu Phi Nam Sahara.

## Tác phẩm đã xuất bản
- Hiệu ứng Lazarus (Sách Kwela, Nam Phi, 2011; Nhà xuất bản Cộng hòa sắn, Anh & Nigeria, 2016) ISBN 978-1911115083
- "Fugee" trong Ngôi nhà an toàn: Những khám phá về phi hư cấu sáng tạo (Báo chí Cộng hòa sắn, 2016) ISBN 978-1911115168
- "Bà gái kẹo ngọt" Lưu trữ ngày 10 tháng 7 năm 2019 tại Wayback Machine trong Ngày lễ tình nhân 2015 (Báo chí Ankara, 2015)
- Điểm số (Sách Kwela, Nam Phi, 2015)